# Comité Nacional para la Defensa de los Derechos de los Negros
El Comité Nacional para la Defensa de los Derechos de los Negros ( National Committee to Defend Black Rights, NCDBR) es una coalición de diferentes organizaciones aborígenes australianas creada con el fin de defender sus derechos ante el gobierno de Australia y en las Naciones Unidas, según los principios de la Organización de Naciones y Pueblos No Representados (UNPO), de la que es miembro fundador en 1991.

## Los aborígenes
En la actualidad, hay en torno a 460.000 aborígenes en Australia, el 2,27% de la población total del continente. Viven distribuidos por todo el país, aunque hay una mayor concentración en Queensland. Hablan alrededor de 500 lenguas distribuidas en 31 grupos lingüísticos, de los cuales la familia de lenguas pama-ñunganas es el más usado.
En Australia hay unas 300 comunidades con identidades diferentes. Los dos grupos indígenas mayoritarios son los aborígenes y los isleños del estrecho de Torres.
La religión predominante entre los aborígenes es el cristianismo, aunque su visión sobre la vida y la religión está centrada en el Tiempo del Sueño, que forma parte de la mitología aborigen.
El Gobierno australiano ha empezado un proceso denominado Reconciliación, que consiste en una serie de gestos y soporte en favor de los indígenas. Sin embargo, la división del país en seis estados con intereses diferentes hace que sea muy difícil que se puedan unir. Muchos están luchando por problemas de derechos territoriales y las organizaciones aborígenes son miembros muy activos de los grupos de trabajo de las poblaciones indígenas en Naciones Unidas.
La sede del National Committee To Defend Black Rights Inc se encuentra en 37 Cavendish St, Stanmore NSW 2048, Australia